# Volta a Llombardia 1923
La Volta a Llombardia 1923 fou la 19a edició de la Volta a Llombardia. Aquesta cursa ciclista organitzada per La Gazzetta dello Sport es va disputar el 27 d'octubre de 1923 amb sortida i arribada a Milà després d'un recorregut de 250 km.

La competició fou guanyada per l'italià Giovanni Brunero (Legnano-Pirelli) per davant del seu company d'equip Pietro Linari i de Federico Gay (Atala).

## Classificació general
|    | Ciclista             | Equip           | Temps      |
| -- | -------------------- | --------------- | ---------- |
| 1  | Giovanni Brunero     | Legnano-Pirelli | 9h 27' 35" |
| 2  | Pietro Linari        | Legnano-Pirelli | + 18' 37"  |
| 3  | Federico Gay         | Atala           | m. t.      |
| 4  | Ottavio Bottecchia   | Ganna           | m. t.      |
| 5  | Giovanni Trentarossi | Berettini-Monza | m. t.      |
| 6  | Livio Cattel         | Individual      | m. t.      |
| 7  | Pietro Bestetti      | Berettini-Monza | m. t.      |
| 8  | Emilio Malacrida     |                 | m. t.      |
| 9  | Ermano Vallazza      | Individual      | m. t.      |
| 10 | Giuseppe Enrici      | Legnano-Pirelli | m. t.      |